# بطولة الكويت لمحترفي الاسكواش 2005
بطولة الكويت المفتوحة 2005 هي نسخة عام 2005 من بطولة الكويت لمحترفي الاسكواش، والتي أقيمت بمدينة الكويت في الفترة من 7- 12 مارس 2005. يتألف الفريق من 16 لاعبًا، منهم أربعة لاعبين مؤهلين، ثم يتم تصنيف أفضل ثمانية لاعبين. حصل عبد الله المزين على بطاقة دعوة للمشاركة في القرعة الرئيسية.
في هذا الموسم، فاز ديفيد بالمر بلقب البطولة في المباراة النهائية على بيتر نيكول.

## اللاعبون المصنفون
1. فرنسا تهيري لنكو (نصف نهائي)
2. إنجلترا لي بيتشيل (نصف نهائي)
3. أستراليا ديفيد بالمر (بطولة)
4. إنجلترا بيتر نيكول (نهائي)
5. مصر عمرو شبانة (ربع نهائي)
6. إنجلترا جيمس ويلستروب (ربع نهائي)
7. أستراليا أنتوني ريكيتس (ربع نهائي)
8. مصر كريم درويش (ربع نهائي)

## روابط خارجية
- صفحة موقع الاسكواش
- بطولة الكويت المفتوحة للاسكواش للرجال 2005
- بطولة الكويت المفتوحة للاسكواش سيدات 2005